# ヤルダン

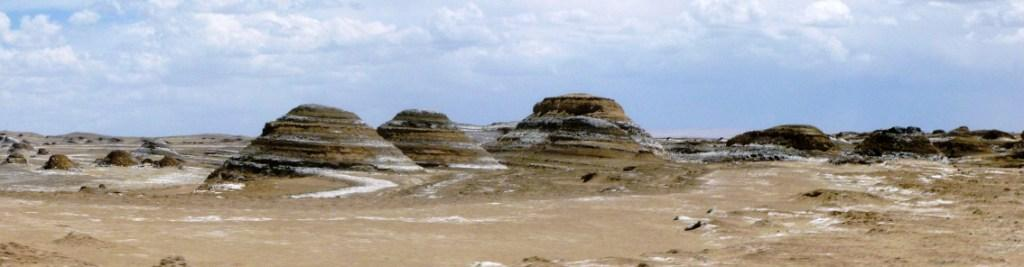
中国ツァイダム盆地のヤルダン地形

ヤルダン（もともとはテュルク系の言葉で、英語: Yardang、中国語: 雅丹地貌）またはヤルダン地形とは風、雨などによって地面の柔らかい部分が侵食されて、堅い岩部分が小山または堆積物のように数多く残る乾燥帯を指し、中央アジアなどによくみられる地形である。
中国の甘粛省敦煌市には敦煌ヤルダン国家地質公園がある。